# Hökelidstjärnet
Hökelidstjärnet är en sjö i Åmåls kommun i Dalsland och ingår i Göta älvs huvudavrinningsområde. Sjöns area är 0,022 kvadratkilometer och den är belägen 113 meter över havet.